# آذرخش بر فراز تاترا
آذرخش بر فراز تاترا (به اسلواکیایی: Nad Tatrou sa blýska) سرود ملی اسلواکی است. دومین قطعه آهنگ سرود ملی چکسلواکی پس از بنیان‌گذاری این کشور در سال ۱۹۱۸ شامل سرود ملی اسلواکی و قطعه نخست آن شامل سرود ملی جمهوری چک بود. پس از فروپاشی چکسلواکی در سال ۱۹۹۲، سرود ملی آن نیز به دو بخش تقسیم شد. اسلواکی با افزودن قطعه دوم به سرود ملی‌اش، آن را گسترش داد، اما جمهوری چک همان یک قطعه را رسماً به عنوان سرود ملی پذیرفت.
ریشه‌های سرود ملی اسلواکی، مربوط به ادبیات ملی‌گرای اروپای مرکزی قرن نوزدهم است. بن‌مایه‌های اصلی آن، توفندی بر فراز کوه‌های تاترا که به‌عنوان خطری برای اسلواک‌ها نمادپردازی شده و نیز آرزومندی برای رفع این تهدید هستند. این سرود به‌ویژه در طول شورش‌های ۱۸۴۸ تا ۱۸۴۹ بین مردم محبوبیت یافت.
در دوران چکسلواکی، این سرود در بسیاری از شهرهای اسلواکی در ساعت دوازده ظهر پخش می‌شد. اما پس از جدایی دو ملت، این سنت بازایستاد. شعر اصلی «آذرخش بر فراز تاترا» که مبنای سرود ملی کنونی به‌شمار می‌رود، در سال ۱۸۴۴ توسط یانکو ماتوشکا شاعر ۲۳ ساله سروده شد. قطعه نخست شعر این سرود به همراه قطعه نخست سرود ملی جمهوری چک، به‌عنوان سرود ملی چکسلواکی در ۱۳ دسامبر ۱۹۱۸ پذیرفته شد. پس از فروپاشی چکسلواکی، قطعه دوم شعر دوباره افزوده شد و به‌عنوان سرود ملی اسلواکی در ۱ ژانویه ۱۹۹۳ مورد پذیرش و تصویب قرار گرفت.

## متن سرود ملی اسلواکی
| برگردان فارسی | متن اسلواکیایی |
| --- | --- |
| آذرخش می‌درخشد بر فراز تاترا، و تندرها سرکشانه فرومی‌کوبند. بیایید تا بازبداریمشان، ای برادران! که آن زمان که از میان رفتند، اسلواک‌ها جانی دوباره خواهند گرفت. اسلواکی ما، تاکنون به آسانی در خواب فرورفته است. اما برق این آذرخش هم‌اینک او را برمی‌خیزاند تا که به بیداری رسد | Nad Tatrou sa blýska, hromy divo bijú. Zastavme ich, bratia, veď sa ony stratia Slováci ožijú. To Slovensko naše posiaľ tvrdo spalo. Ale blesky hromu vzbudzujú ho k tomu, aby sa prebralo. |